# Saurauia erythrocarpa
Saurauia erythrocarpa là một loài thực vật thuộc họ Actinidiaceae. Đây là loài đặc hữu của Trung Quốc.